# Impasse Rollin-Prend-Gage
L'impasse Rollin-Prend-Gage, également appelée cul-de-sac Rollin-Prend-Gage, est une ancienne voie de Paris. Elle disparait dans les années 1850 lors du percement de la rue des Halles dans le cadre de la réorganisation des abords des Halles. Elle était située dans l'ancien 4e arrondissement.

## Origine du nom
L'impasse doit sa dénomination à un usurier ou prêteur sur gages qui l'habitait au début du XIVe siècle.

## Situation
Située dans le quartier Saint-Honoré, cette voie commençait entre les 37 et 39, rue des Lavandières-Sainte-Opportune et se terminait en impasse.
Les numéros de la voie étaient rouges. Le dernier numéro impair était le no 3 et le dernier numéro pair était le no 10.

## Historique
Cette voie est citée dans Le Dit des rues de Paris sous la forme « rue Baudouin Prengaie ».
En 1310, le registre du Parlement de Paris la dénomme « ruelle Baudoin-Prend-Gaige » et en 1581, les censiers de l'évêché lui donnent ce même nom.
À cette époque, c'était une rue qui aboutissait rue des Déchargeurs. Elle fut fermée de ce côté quelque temps après.
La rue fut ensuite changée en cul-de-sac et le nom de « Baudoin » fut transformé en « Rollin ».
Par décision du 24 juin 1826, le ministre de l'Intérieur a prescrit la fermeture de cette impasse qui avait une largeur de 2,40 mètres.
Elle disparaît dans les années 1850 lors du percement de la rue des Halles dans le cadre de la réorganisation des abords des Halles.